# Nick Didkovsky

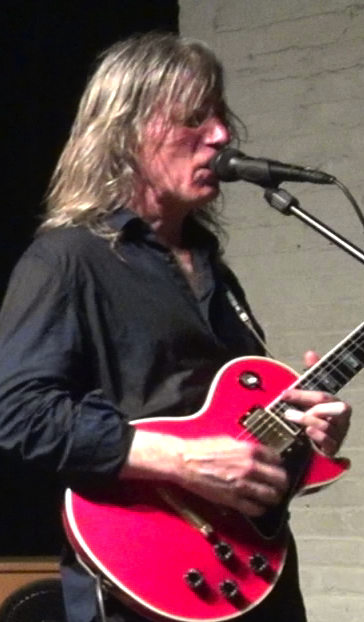
Nick Didkovsky (2011)

Nick Didkovsky (* 22. November 1958 in Bronxville) ist ein US-amerikanischer Gitarrist und Komponist.

## Leben und Wirken
Didkovsky studierte elektronische Musik am Dartmouth College bei Christian Wolff sowie an der Brown University bei Gerald Shapiro und vertiefte seine Studien bei Baikida Carroll, Dave Holland und Pauline Oliveros. Da ihn vor allem die Übersetzung der Prinzipien der Computermusik in den Kontext einer am akustischen Spiel orientierten Band interessierte, gründete er 1984 die Experimental-Rock-Band Doctor Nerve, mit der er zahlreiche Alben vorlegte. In dieser Gruppe wirkten neben ihm Musiker wie Dave Douglas, Rob Henke oder Michael Lytle. Auch arbeitete er gemeinsam mit dem Sirius String Quartet (Ereia 2000). Er legte auch zwei Soloalben vor (Now I Do This 1981; Out to Bomb Fresh Kings 1987) und war Mitglied in den Gitarrenquartetten Extended Guitars (mit Erhard Hirt, Keith Rowe und Hans Tammen) und von Fred Frith sowie in John Zorns Projekt New Traditions in East Asian Bar Music. Mit Hugh Hopper gründete er 2003 das Trio Bone, das mit Daevid Allen auch zum Quartett erweitert wurde. Weiterhin spielte er auf Alben des Micro-East Collective sowie von Bruno Meillier, Fukkeduk und Gitta Schaffer (Ankle to Nose).
Kompositionen von ihm wurden auch auf dem New Yorker Bang on a Can Festival vorgestellt.

## Diskographische Hinweise
- Han-earl Park / Catherine Sikora / Nick Didkovsky: Parabiosis: Eris 136199 Live at The Vortex (2020)

## Lexikalische Einträge
- Wolf Kampmann (Hrsg.), unter Mitarbeit von Ekkehard Jost: Reclams Jazzlexikon. Reclam, Stuttgart 2003, ISBN 3-15-010528-5.